# Вальвазоне-Арцене
Вальвазоне-Арцене (італ. Valvasone Arzene, вен. Arzene) — муніципалітет в Італії, у регіоні Фріулі-Венеція-Джулія,  провінція Порденоне. Муніципалітет утворено 1 січня 2014 року шляхом об'єднання муніципалітетів Арцене та Вальвазоне.
Вальвазоне-Арцене розташоване на відстані близько 460 км на північ від Рима, 85 км на північний захід від Трієста, 15 км на північний схід від Порденоне.
Населення — 4015 осіб (2014).

## Демографія
Населення за роками:

Станом на 1 січня 2023 року в муніципалітеті офіційно проживав 451 іноземець з 38 країн, серед них 218 громадян країн Євросоюзу та 32 громадяни України.

## Сусідні муніципалітети
- Казарса-делла-Деліція
- Сан-Джорджо-делла-Рикінвельда
- Сан-Мартіно-аль-Тальяменто
- Цоппола
- Кодроїпо
- Сан-Віто-аль-Тальяменто
- Седельяно